# Свєррір Інгасон
Заголовок цієї статті — це ісландське ім'я, де Сверрір — особове ім'я, а Інгасон — ім'я по батькові. 
Сверрір Інгасон (ісл. Sverrir Ingason; нар. 5 серпня 1993, Коупавоґур) — ісландський футболіст, захисник грецького «Панатінаїкоса» та національної збірної Ісландії.

## Клубна кар'єра
У дорослому футболі дебютував 2010 року виступами за команду «Брєйдаблік» з рідного міста Коупавоґур, в якій провів три сезони, взявши участь у 42 матчах чемпіонату. Також у 2011 році 4 матчі провів в оренді за «Аугнаблік» у четвертому за рівнем дивізіоні Ісландії.
Протягом сезону 2014 року виступав за норвезький «Вікінг», де був основним гравцем захисту команди, а на початку 2015 року став гравцем бельгійського «Локерена». За два роки встиг відіграти за команду з Локерена 67 матчів в національному чемпіонаті.
У січні 2017 перейшов до іспанської «Гранади», підписавши з нею контракт до 2020 року. Проте вже в кінці сезону команда вилетіла з Ла Ліги і 30 червня 2017 року Сверрір перейшов в російський клуб «Ростов», підписавши контракт за схемою «3+1». Станом на 29 червня 2017 року відіграв за ростовську команду 16 матчів в національному чемпіонаті.

## Виступи за збірні
2009 року дебютував у складі юнацької збірної Ісландії, взяв участь у 6 іграх на юнацькому рівні.
Протягом 2012—2014 років залучався до складу молодіжної збірної Ісландії. На молодіжному рівні зіграв у 11 офіційних матчах, забив 1 гол.
21 січня 2014 року дебютував в офіційних іграх у складі національної збірної Ісландії в товариському матчі проти збірної Швеції (0:2).
У складі збірної був учасником чемпіонату Європи 2016 року у Франції та чемпіонату світу 2018 року у Росії.
Наразі провів у формі головної команди країни 55 матчів, забивши 3 голи.
| Дата       | Місто          | Господарі  | Результат | Гості    | Турнір                  | Голи | Примітки |
| ---------- | -------------- | ---------- | --------- | -------- | ----------------------- | ---- | -------- |
| 21-1-2014  | Абу-Дабі       | Швеція     | 2 – 0     | Ісландія | товариський матч        | -    | 57'      |
| 16-1-2015  | Орландо        | Канада     | 1 – 2     | Ісландія | товариський матч        | -    |          |
| 17-11-2015 | Жиліна         | Словаччина | 3 – 1     | Ісландія | товариський матч        | -    |          |
| 29-3-2016  | Пірей          | Греція     | 2 – 3     | Ісландія | товариський матч        | 1    |          |
| 1-6-2016   | Осло           | Норвегія   | 3 – 2     | Ісландія | товариський матч        | 1    |          |
| 6-6-2016   | Рейк'явік      | Ісландія   | 4 – 0     | Норвегія | товариський матч        | -    |          |
| 22-6-2016  | Сен-Дені       | Ісландія   | 2 – 1     | Австрія  | ЧЄ 2016 - груповий етап | -    | 86'      |
| 3-7-2016   | Сен-Дені       | Франція    | 5 – 2     | Ісландія | ЧЄ 2016 - чвертьфінал   | -    | 46'      |
| 15-11-2016 | Мдіна          | Мальта     | 0 – 2     | Ісландія | товариський матч        | 1    |          |
| 28-3-2017  | Дублін         | Ірландія   | 0 – 1     | Ісландія | товариський матч        | -    | 66'      |
| 11-6-2017  | Рейк'явік      | Ісландія   | 1 – 0     | Хорватія | Відбір до ЧС 2018       | -    | 90+1'    |
| 5-9-2017   | Рейк'явік      | Ісландія   | 2 – 0     | Україна  | Відбір до ЧС 2018       | -    |          |
| 6-10-2017  | Ескішехір      | Туреччина  | 0 – 3     | Ісландія | Відбір до ЧС 2018       | -    | 65'      |
| 9-10-2017  | Рейк'явік      | Ісландія   | 2 – 0     | Косово   | Відбір до ЧС 2018       | -    | 79'      |
| 8-11-2017  | Доха           | Ісландія   | 1 – 2     | Чехія    | товариський матч        | -    | 75'      |
| 14-11-2017 | Доха           | Катар      | 1 – 1     | Ісландія | товариський матч        | -    | 46' 53'  |
| 23-3-2018  | Санта-Клара    | Мексика    | 3 – 0     | Ісландія | товариський матч        | -    | 90'      |
| 27-3-2018  | Гаррісон       | Ісландія   | 1 – 3     | Перу     | товариський матч        | -    | 77'      |
| 2-6-2018   | Рейк'явік      | Ісландія   | 2 – 3     | Норвегія | товариський матч        | -    | 46'      |
| 7-6-2018   | Рейк'явік      | Ісландія   | 2 – 2     | Гана     | товариський матч        | -    | 76'      |
| 22-6-2018  | Волгоград      | Нігерія    | 2 – 0     | Ісландія | ЧС 2018 - груповий етап | -    | 65'      |
| 26-6-2018  | Ростов-на-Дону | Ісландія   | 1 – 2     | Хорватія | ЧС 2018 - груповий етап | -    |          |
| Усього     |                | Матчів     | 22        |          | Голів                   | 3    |          |

## Титули і досягнення
- Володар Кубка ісландської ліги (1):

«Брєйдаблік»: 2013
- Чемпіон Греції (1):

ПАОК: 2018-19
- Володар Кубка Греції (2):

ПАОК: 2018-19, 2020-21